# Arnold Zoller

Animation nach einer Patentzeichnung von Arnold Zoller für einen Doppelkolbenmotor (1931)

Arnold Theodor Zoller (* 1. September 1882 in Winterthur; † 8. Dezember 1934 in Darmstadt) war ein Schweizer Ingenieur, der massgeblich an der Entwicklung von Kompressoren sowie an der Entwicklung von Zweitaktmotoren beteiligt war.
Zoller machte eine Mechanikerlehre bei der Gebrüder Sulzer AG in Winterthur, 1906 erhielt er sein Diplom als Maschinentechniker am Technikum Winterthur.
1911 war Arnold Zoller Mitgründer des Autoherstellers Automobili Nazzaro in Turin. 1916, nach der Schliessung von Nazzaro, war Zoller bei der Argus Motoren Gesellschaft für die Entwicklung von Kompressoren tätig, später arbeitete er bei Horch. In den 1920er-Jahren hatte Zoller Patente auf Zweitaktmotoren angemeldet. Zollers Patent auf das Anlenkpleuel beim Doppelkolbenmotor, sowie seine Arbeiten an Kompressoren, haben nachhaltig den Motorenbau beeinflusst. Sein Vielzellengebläse wurde in den 1930er Jahren zur Leistungssteigerung sowohl bei BMW als auch bei DKW und NSU in Renn- und Rekordmotorrädern verwendet.
Für die Röhr Auto AG in Ober-Ramstadt entwickelte Zoller ab 1928 einen 1,5 Liter 6-Zylinder-Zweitakt-Doppelkolbenmotor für den Grand Prix-Monoposto, der 1934 von den Röhr-Werken gebaut wurde.